# Lukas Haselböck
Lukas Haselböck (* 11. März 1972 in Wien) ist ein österreichischer Komponist, Musikwissenschaftler und Sänger.

## Leben
Lukas Haselböck der Sohn des Organisten und Komponisten Hans Haselböck und der Musikwissenschaftlerin Lucia Haselböck, sein Bruder ist Martin Haselböck.
Nach seinem Musikstudium schrieb Haselböck 1995 seine Diplomarbeit über Aspekte der Streichquartette von Reger und Hindemith. Mit der Arbeit Analytische Untersuchungen zur Motivischen Logik bei Max Reger wurde er 1997 promoviert (gedruckt bei Breitkopf & Härtel, Wiesbaden 2000, später übernommen von Carus, Stuttgart). 1999 erwarb er sein Diplom in Komposition mit Auszeichnung. Seit 2000 wirkt er als Assistenzprofessor am Institut für Analyse, Geschichte und Theorie der Musik der Universität für Musik und darstellende Kunst Wien. Als Sänger wirkt er regelmäßig in verschiedenen Ensembles mit.
Haselböck forschte primär über die Musik des 19. und 20. Jahrhunderts und verfasste Bücher über Zwölftonmusik, Gérard Grisey sowie über Friedrich Cerha und zum Phänomen Klangfarbe.
Haselböck komponierte instrumentale und vokale Kammermusik, darüber hinaus auch mehrere Solokonzerte sowie Kurzopern (Der Maler Brabanzio).

## Auszeichnungen
- 2019: Niederösterreichischer Kulturpreis – Anerkennungspreis in der Kategorie Musik[2]